# Dmitrij Sielezniow
Dmitrij Michajłowicz Sielezniow, ros. Дмитрий Михайлович Селезнёв (ur. 16 lutego?/28 lutego 1897 we wsi Siemienowka, zm. 3 czerwca 1962 w Kujbyszewie) – radziecki wojskowy, generał major.

## Życiorys
Urodził się we wsi Siemienowka (gubernia tambowska).
W czasie I wojny światowej w maju 1916 roku powołany został do armii rosyjskiej. W armii rosyjskiej służył do grudnia 1917 roku. Uzyskał stopień podoficera.
W październiku 1918 roku wstąpił do Armii Czerwonej. Służył w 16 Dywizji Strzeleckiej, będąc kolejno: agitatorem, komisarzem wojskowym pułku, następnie artylerii dywizji i sztabu dywizji. W tym czasie dywizja w kwietniu 1919 roku brała udział w walkach przeciwko armii gen. Denikina, a w okresie od czerwca do października 1920 uczestniczyła w wojnie polsko-bolszewickiej.
Po zakończeniu walk w 1921 ukończył kurs na Uniwersytecie Komunistycznym im. Swierdłowa. Po czym rozpoczął służbę w Leningradzkim Okręgu Wojskowym, gdzie był kolejno: komisarzem pułku strzeleckiego w 16 Dywizji Strzeleckiej, komisarzem dywizyjnej szkoły 20 Dywizji Strzeleckiej, organizatorem politycznym w pułku artylerii, komisarzem samodzielnego batalionu karnego i komisarzem samodzielnego Leningradzkiego batalionu wartowniczego.
Od sierpnia 1925 do sierpnia 1926 był słuchaczem kursu doskonalącego dowódców „Wystrieł”. Następnie został komisarzem pułku artylerii w mieście Kalinin (Moskiewski Okręg Wojskowy. Od maja 1927 roku odbył staż na stanowisku dowódcy kompanii i pomocnika dowódcy batalionu, a w grudniu 1927 roku został dowódcą i komisarzem wojskowym 6 samodzielnego rezerwowo-terytorialnego batalionu.
Następnie skierowany został na kurs w Akademii Wojskowej im. Michaiła Frunzego, który ukończył w 1933 roku. Po czym został skierowany do Syberyjskiego Okręgu Wojskowego, gdzie od czerwca 1933 roku był dowódcą i komisarzem wojskowym 280 pułku piechoty, następnie od sierpnia 1934 roku dowódcą 73 Dywizji Piechoty, a we wrześniu 1939 roku został dowódcą 53 Korpusu Strzeleckiego.
Po ataku Niemiec na ZSRR nadal dowodził korpusem, który został skierowany na front, wziął udział w składzie 24 Armii w bitwie pod Smoleńskim, w trakcie której został okrążony i rozbity. Po wyjściu z okrążenia jego resztki uzupełniły inne jednostki, a jego dowódca 3 sierpnia 1941 roku został zastępcą dowódcy 43 Armii do spraw tyłów.
W dniu 20 października 1941 roku został dowódcą 17 Dywizji Strzeleckiej, która zajmowała stanowiska obronne nad rzeką Nara, następnie uczestniczyła w styczniu 1942 roku w ofensywie Armii Czerwonej w wyniku której wyzwolono Małojarosławiec i Medyn oraz zajęto obronę nad rzeką Ugra.
We wrześniu 1942 roku został zastępcą dowódcy 43 Armii i zajmował to stanowisko do grudnia 1942 roku. Od 16 grudnia 1942 do 4 marca 1943 roku pełnił obowiązki dowódcy 22 Armii, w tym czasie armia ta zajmowała obronę na południowy zachód od Rżewa, a następnie brała udział w kontrofensywie pod Rżewem.
W marcu 1943 roku został zastępcą dowódcy 4 Armii Uderzeniowej, a następnie od 9 kwietnia do 18 maja 1943 roku pełnił obowiązki dowódcy tej armii. Zwolnił to stanowisko z powodu choroby.
W okresie od maja do października 1943 roku przebywał w szpitalu, po czym w dniu 2 października 1943 roku został zastępcą dowódcy Nadwołżańskiego Okręgu Wojskowego do spraw zaopatrzenia materiałowego. Funkcję tę pełnił do sierpnia 1945 roku.
Ze względu na stan zdrowia w okresie od sierpnia 1945 do października 1946 roku pozostawał w dyspozycji Wydziału Tyłów Armii Czerwonej, po czym został zwolniony do rezerwy.
Po przejściu do rezerwy mieszkał w Kujbyszewie, gdzie zmarł.

## Awanse
- kombryg (rozkaz nr 2471/п z dnia 15.06.1937)
- generał major (rozkaz nr 945 z dnia 04.06.1940)

## Ordery i odznaczenia
- Order Lenina
- Order Czerwonego Sztandaru (dwukrotnie – 21.07.1942[1], 1943)
- Order Czerwonej Gwiazdy (1941)
- Order Republiki (Tuwińska Republika Ludowa)
- Medal jubileuszowy „XX lat Robotniczo-Chłopskiej Armii Czerwonej” (1938)
- Medal „Za zwycięstwo nad Niemcami w Wielkiej Wojnie Ojczyźnianej 1941–1945” (25.08.1945[2])